# Сапсай Анастасія Іванівна
Анастасі́я Іва́нівна Сапса́й, у шлюбі Комо́вич (нар. 25 серпня 1994, Черкаси, Україна) — українська дзюдоїстка і самбістка, чемпіонка Європейських ігор, триразова чемпіонка Європи, багаторазова переможниця і призерка континентальних і національних змагань. Майстер спорту України міжнародного класу з дзюдо, майстер спорту України міжнародного класу з боротьби самбо.

## Життєпис
У 9-річному віці почала займатися дзюдо у тренера Григорія Братко.
Закінчила Навчально-науковий інститут фізичної культури, спорту іздоров'я Черкаського національного університету імені Богдана Хмельницького.
Викладачка кафедри спеціальної та фізичної підготовки Черкаського інституту пожежної безпеки імені Героїв Чорнобиля НУЦЗ України.

## Спортивні досягнення
На чемпіонаті Європи з самбо 2016 року в Казані (Росія) здобула бронзову нагороду, поступившись у півфіналі.
На чемпіонаті Європи з самбо 2017 року в Мінську (Білорусь) виборола золоту медаль у ваговій категорії понад 80 кг, перемігши у фіналі Олену Кебадзе (Грузія).
На чемпіонаті Європи з самбо 2018 року в Афінах (Греція) виборола золоту медаль у ваговій категорії понад 80 кг, достроково перемігши у фіналі Катерину Калюжну (Білорусь).
На чемпіонаті Європи з самбо 2019 року в Хіхоні (Іспанія) здобула срібну медаль у ваговій категорії понад 80 кг, поступившись у фіналі Олені Кебадзе (Грузія).
На II Європейських іграх 2019 року в Мінську (Білорусь) виборола золоту медаль з самбо у ваговій категорії понад 80 кг, перемігши у фіналі Олену Кебадзе (Грузія).
На чемпіонаті світу з самбо 2019 року в Чонджу (Південна Корея) здобула «золото» у ваговій категорії понад 80 кг, перемігши у фіналі Марію Кондратьєву (Білорусь).

## Державні нагороди
- Орден княгині Ольги III ст. (15.07.2019) — за досягнення високих спортивних результатів на ІІ Європейських іграх 2019 в Мінську (Республіка Білорусь), виявлені самовідданість та волю до перемоги, піднесення міжнародного авторитету України[7].